# عبد الحميد السينو
عبد الحميد السينو الحزب الديمقراطي الكردي في سوريا
| Abdalhemid ALSINO عبد الحميد السينو        | Abdalhemid ALSINO عبد الحميد السينو        |
| ------------------------------------------ | ------------------------------------------ |
|                                            |                                            |
| الحزب الديمقراطي الكردي في سوريا (البارتي) |                                            |
| معلومات شخصية                              |                                            |
| ميلاد                                      | 1940, الدرباسية قرية كوركند, الحسكة, سوريا |
| الوفاة                                     | 16/10/1984                                 |
| مواطنة                                     | سوري (كردي سوري)                           |
| الديانة                                    | الإسلام                                    |
| الحزب                                      | الحزب الديمقراطي الكردي في سوريا (البارتي) |
| عائلة                                      | أل سينو                                    |
| الحياة العملية                             |                                            |
| تخصص أكاديمي                               | الدبلوم في العلوم السياسية والاقتصادية     |
| اللغة الأم                                 | الكردية                                    |
| الموقع                                     |                                            |
| http://www.alparty.de/                     |                                            |

 الراحل عبد الحميد السينو ولد عبد الحميد السينو عام 1940,كان من الذين جسدوا في شخصيتهم وعملهم تلك المبادئ السامية في العمل الحزبي والوطني والقومي.تربى على المبادئ الوطنية والقومية في بيئة عرفت كيف تحافظ على تواصلها مع حركة شعب مضطهد تطالب بأبسط الحقوق الإنسانية.
انتسب حميد إلى صفوف الحزب الديمقراطي الكردي في سوريا (البارتي) في أواخر الخمسينات، وهو لا يزال طالباً لم يتم المرحلة الثانوية، ناضل إلى جانب رفاقه الأوائل جنباًإلى جنب في مرحلة دقيقة وصعبة من النضال السياسي الكردي المنظم في سوريا .نال الشهادة الثانوية في بداية الستينات، وانتسب إلى كلية الحقوق في جامعة حلب,وفي تلك الفترة وعند تعرض الحزب للملاحقة الأمنية وسجن بعض قادته، كان هو من ضمن الذين لوحقوا.وفي عام 1963 توجه إلى أوروبا (فرنسا) لينتسب إلى كلية العلوم السياسية والاقتصادية، حيث بدأت مرحلة جديدة في حياته النضالية.في فرنسا تواصل مع حركة الشعب الكردي، ووقف إلى جانب ثورة أيلول بقيادة الحزب الديمقراطي الكردستاني، ورئيسه المناضل مصطفى البارزاني. تعرف على سليل العائلة البدرخانية د.كاميران بدرخان ممثل الثورة الكردية، عمل بتوجيهات منه، ومثّل طلبة الأكراد في فرنسا في مؤتمر الجمعية عام 1965. لكن لظروف اقتصادية لم يستطع إتمام الدراسة في فرنسا, توجه إلى ألمانيا الشرقية و إلى برلين تحديدا ليكمل دراسته بعد حصوله على منحة دراسية، ليبدأ مرحلة أخرى في حياته، وذلك بمعايشة نمط الحياة في المجتمع الاشتراكي.
كان نشيطاً شارك في أغلب مؤتمرات جمعية الطلبة الأكراد في أوروبا المنعقدة بين أعوام 64-1970, حيث انتخب عضواً في رئاسة الجمعية لعدة سنوات.وفي هذه الفترة ناضل بثبات ضمن نهج الكردايتي مناصراً للحق الكردي ومؤيداً لثورة أيلول الوطنية بقيادة البارزاني الخالد.حتى كان بيان 11 آذار التاريخي وانتصار الثورة الكردية، الذي أنعكس ايجابياً على الوضع السياسي الكردي في سوريا وتجسد في دمج شقي الحزب (البارتي) في المؤتمر الأول للحزب فأنتخب إلى جانب رفيقين آخرين ممثلين عن طلبة الأكراد السوريين كأعضاء في ذلك المؤتمر التاريخي .عاد إلى أرض الوطن في أواخر 1971 بعد نيله الدبلوم في العلوم السياسية والاقتصادية ليكمل مشوار النضال بين صفوف الشعب الكردي، وعلى أرض الوطن، فاختاره الحزب كمرشح له في الانتخابات الإدارة المحلية، والتي شهدت التفافا جماهيرياً حول قائمة الحزب حتى أجبرت السلطات على التدخل في الليلة الأولى ولتملىْ صناديق الاقتراع بالضد من إرادة الناخبين لصالح مرشحيها.
وفي عام 1972 توجه مع رفاقه أعضاء المؤتمر الحزبي الأول للبارتي إلى كردستان العراق حيث انتخب عضواً في اللجنة المركزية ومن ثم في المكتب السياسي.قاد الحزب مع رفاقه بجدارة، فكان عام 1973 والاعتقالات الجديدة وعلى مستوى قيادة الحزب، لتبدأ مرحلة الحياة السرية والملاحقة، فكانت صفوف الشعب خير ملاذ آمن.انتخب سكرتيراً للحزب بعد اعتقال سكرتير الحزب المناضل حج دهام ميرو عام 1973,بقي أميناً للمبادئ البارتي الوطنية والقومية في أحلك الظروف إبان نكسة آذار 1975 للثورة الكردية في كردستان العراق,واجه وتحدى هو والبعض من رفاقه الظروف السياسية الصعبة التي واجهت الحزب والثورة الكردية بعزيمة لا تلين، والمضي قدماً في النضال إلى أن تم اعتقاله في خريف عام 1975,بقي في السجن إلى أن تم الإفراج عنه ورفاقه عام 1980.بعد ذلك حاول العودة إلى صفوف الحزب، وهو الوحيد من بين رفاقه المعتقلين الذي قدم طلبه للعودة إلى صفوف الحزب، ليناضل ضمن صفوفه من جديد، واضعاً نفسه تحت تصرف قيادته، ولكن لظروف معينة في الحزب تم تجاهل تلك الرغبة الصادقة في العودة إلى الحزب.بقي على عهده في الدفاع عن نهج البارتي الوطني والقومي التحرري حتى وافته المنية في 16/10/1984 أثر مرض عضال ألم به.